# Лорел (Індіана)
Лорел (англ. Laurel) — місто (англ. town) в США, в окрузі Франклін штату Індіана. Населення — 406 осіб (2020).

## Географія
Лорел розташований за координатами 39°30′7″ пн. ш. 85°11′16″ зх. д. / 39.50194° пн. ш. 85.18778° зх. д. (39.502037, -85.187882).  За даними Бюро перепису населення США в 2010 році місто мало площу 0,62 км², з яких 0,62 км² — суходіл та 0,00 км² — водойми.

## Демографія
Згідно з переписом 2010 року, у місті мешкало 512 осіб у 196 домогосподарствах у складі 134 родин. Густота населення становила 819 осіб/км².  Було 227 помешкань (363/км²).
Расовий склад населення:
| - 98,4 % — білих - 0,6 % — корінних американців - 0,2 % — чорних або афроамериканців |

До двох чи більше рас належало 0,6 %. Частка іспаномовних становила 2,5 % від усіх жителів.
За віковим діапазоном населення розподілялося таким чином: 27,0 % — особи молодші 18 років, 59,3 % — особи у віці 18—64 років, 13,7 % — особи у віці 65 років та старші. Медіана віку мешканця становила 34,8 року. На 100 осіб жіночої статі у місті припадало 104,0 чоловіків;  на 100 жінок у віці від 18 років та старших — 105,5 чоловіків також старших 18 років.
Середній дохід на одне домашнє господарство  становив 30 867 доларів США (медіана — 21 818), а середній дохід на одну сім'ю — 31 440 доларів (медіана — 20 313). За межею бідності перебувало 54,0 % осіб, у тому числі 69,2 % дітей у віці до 18 років та 25,0 % осіб у віці 65 років та старших.
Цивільне працевлаштоване населення становило 103 особи. Основні галузі зайнятості: виробництво — 19,4 %, освіта, охорона здоров'я та соціальна допомога — 16,5 %, будівництво — 12,6 %.